# 横山好古
横山好古（よこやま よしふる）は財務官僚。財務省主計局主計官（防衛担当）。

## 来歴
久留米大学附設高等学校から東京大学文科二類に入学。東京大学経済学部卒業。2000年 大蔵省入省。主税局調査課配属。2001年1月6日 財務省主税局調査課。2002年6月から留学（フライブルク大学）。
2012年7月 主計局総務課長補佐。2014年7月 主計局主計官補佐（厚生労働第二係主査）。介護保険を担当。介護サービス料金が予算編成に当たり、大きなテーマとなった。主計局主計官補佐（厚生労働第三係主査）、主計局主計官補佐（厚生労働総括、第一係主査）を務め、2017年7月10日 主計局総務課長補佐（企画）兼主計局総務課予算企画室長。
2019年7月4日 外務省在カナダ日本大使館参事官。2022年7月1日 理財局国庫課国庫企画官。2023年7月7日 主計局調査課長。2024年7月12日 主計局主計官（防衛担当）。

## 略歴
- 2000年4月：大蔵省入省。主税局調査課配属[2]。
- 2001年1月6日：財務省主税局調査課[2]。
- 2002年：仙台国税局調査査察部。
- 2002年6月：留学（フライブルク大学）。
- 2004年7月：農林水産省生産局畜産部畜産企画課。
- 2006年7月：大臣官房文書課長補佐（業務企画）。
- 2007年7月：理財局総務課長補佐（企画） 兼 理財局総務課調査室課長補佐（日本銀行・調査）[3]。
- 2008年7月：理財局国有財産企画課長補佐。
- 2009年7月：新潟県総務管理部地域政策課長。
- 2011年4月：新潟県総務管理部財政課長。
- 2012年7月：主計局総務課長補佐。
- 2014年7月：主計局主計官補佐（厚生労働第二係主査）（介護保険担当）。
- 2015年7月：主計局主計官補佐（厚生労働第三係主査）。
- 2016年6月：主計局主計官補佐（厚生労働総括、第一係主査）。
- 2017年7月10日：主計局総務課長補佐（企画） 兼 主計局総務課予算企画室長。
- 2019年6月17日：主計局総務課長補佐（企画） 兼 主計局総務課予算企画室長 兼 主計局主計官補佐（公共事業総括、国土交通第一係主査） 兼 主計局公共事業企画調整室長。
- 2019年7月4日：外務省在カナダ日本大使館参事官。
- 2022年6月24日：大臣官房付。
- 2022年7月1日：理財局国庫課国庫企画官。
- 2023年7月7日：主計局調査課長。
- 2024年7月12日：主計局主計官（防衛担当）。